# Cacteae
Cacteae je tribus od dvadesetak rodova kaktusa u potporodici Cactoideae.
Ime je došlo po rodu Cactus L., nom. rej., sinonim za Mammillaria Haw.

## Rodovi
Tribus Cacteae Rchb.
1. Geohintonia Glass & W. A. Fitz Maur. (1 sp.)
2. Aztekium Boed. (1 sp.)
3. ×Aztekonia Mottram (0 sp.)
4. Echinocactus Link & Otto (5 spp.)
5. Astrophytum Lem. (6 spp.)
6. Sclerocactus Britton & Rose (24 spp.)
7. Kroenleinia Lodé (1 sp.)
8. Bisnaga Orcutt (4 spp.)
9. Parrycactus Doweld (5 spp.)
10. Leuchtenbergia Hook. (1 sp.)
11. Ferocactus Britton & Rose (20 spp.)
12. Stenocactus (K. Schum.) A. Berger (9 spp.)
13. Thelocactus (K. Schum.) Britton & Rose (12 spp.)
14. Pediocactus Britton & Rose (9 spp.)
15. Strombocactus Britton & Rose (2 spp.)
16. Ariocarpus Scheidw. (7 spp.)
17. Kadenicarpus Doweld (3 spp.)
18. Turbinicarpus (Backeb.) Buxb. & Backeb. (13 spp.)
19. Epithelantha (F. A. C. Weber) Britton & Rose (10 spp.)
20. Obregonia Fric (1 sp.)
21. Lophophora J. M. Coult. (3 spp.)
22. Rapicactus Buxb. & Oehme (4 spp.)
23. Acharagma (N. P. Taylor) A. D. Zimmerman ex C. E. Glass (2 spp.)
24. Cumarinia (Knuth) Buxb. (1 sp.)
25. Mammillaria Haw. (142 spp.)
26. Ortegocactus Alexander (1 sp.)
27. Cochemiea (K. Brandegee) Walton (40 spp.)
28. Pelecyphora C. Ehrenb. (20 spp.)
29. Coryphantha (Engelm.) Lem. (43 spp.)